# Нижнепотапов
Нижнепота́пов — хутор в Константиновском районе Ростовской области России.
Входит в Почтовское сельское поселение.

## Население
| 2010 |
| ---- |
| 73   |

## Улицы
- ул. Горького,
- ул. Колхозная,
- ул. Лесная,
- ул. Набережная.